# Ednah Kurgat
Ednah Kurgat (* 15. Juni 1991 in Eldoret) ist eine US-amerikanische Leichtathletin kenianischer Herkunft, die sich auf den Langstreckenlauf spezialisiert hat.

## Sportliche Laufbahn
Ednah Kurgat wurde in Kenia und kam dann nach Colorado Springs in die Vereinigten Staaten. Sie studierte von 2014 bis 2020 an der University of New Mexico und wurde 2017 NCAA-Collegemeisterin im Crosslauf. 2020 trat sie der US Army bei und bei den Crosslauf-Weltmeisterschaften 2023 in Bathurst wurde sie nach 35:36 min 18 im Einzelrennen. Im Oktober startete sie im 10.000-Meter-Lauf bei den Panamerikanischen Spielen in Santiago de Chile und gewann dort in 33:16,61 min die Bronzemedaille hinter der Peruanerin Luz Mery Rojas und Laura Galván aus Mexiko.

## Persönliche Bestleistungen
- 5000 Meter: 15:11,30 min, 6. Mai 2023 in Walnut
  - 5000 Meter (Halle): 15:14,78 min, 1. Dezember 2018 in Boston
- 10.000 Meter: 31:12,10 min, 20. Mai 2023 in London